# 本野一郎

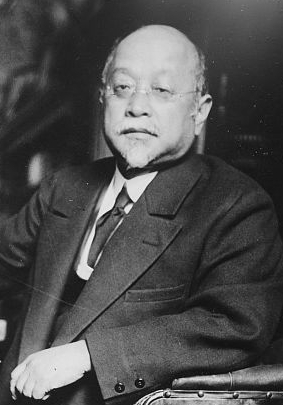
本野一郎

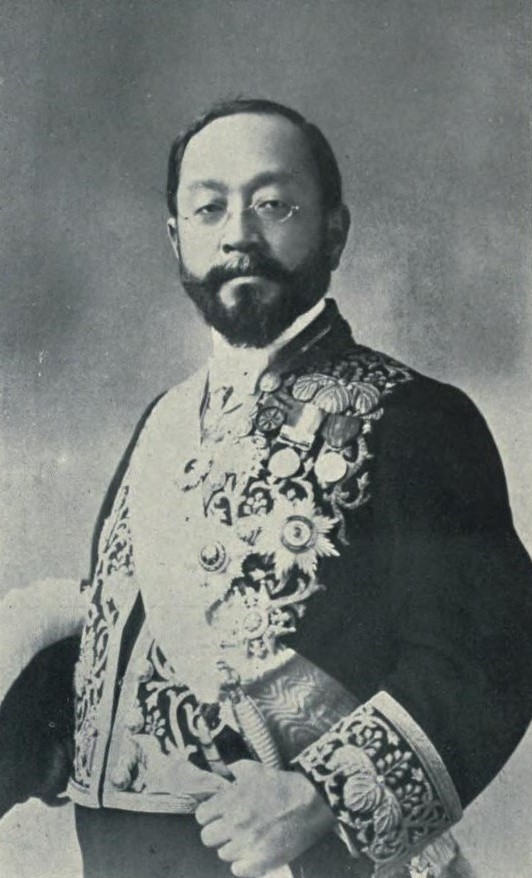
本野一郎 ロシア大使時代

本野 一郎（もとの いちろう、1862年3月23日（文久2年2月23日） - 1918年（大正7年）9月17日）は、明治、大正の外交官、政治家である。法学博士。子爵。

## 来歴
肥前国佐賀久保田徳万村生まれ。11歳で渡仏し、3年間パリで学ぶ。横浜の小学校を卒業後、東京外語学校へ進学。
フランスへの留学を果たす。一度はリヨン大学で学ぶものの、途中で学費が続かなくなり帰国。18歳で横浜貿易商会に入社し、リヨン支店に赴任。務めの傍ら、富井政章、梅謙次郎とともに再びリヨン大学で法学を学び、法学博士の学位を取得。特に梅謙次郎とは同じ下宿で暮らし、同時に学位を得た。
フランス滞在が8年ほど過ぎたころ、外務大臣だった大隈重信に誘われ帰国し、陸奥宗光外務大臣の秘書官となる。同時に、帝大などで国際法を教える。その後、ベルギー、フランス、ロシア公使を経て、ロシア大使に就任。10年に渡るロシア駐在中の功績から子爵が授けられ、寺内内閣の外務大臣へと出世したが、胃癌を発病し辞職、57歳で亡くなる。

## 人物
フランスの銀行家で富豪のアルベール・カーンと家族ぐるみの交友があり、しばしばカーンの南仏の別荘でバカンスを楽しんだ。

## 家族
父は読売新聞創業者の本野盛亨。弟に化学者・早稲田大学教授の本野英吉郎、京都帝国大学教授の本野亨、建築家の本野精吾がいる。妻は、野村靖の娘であり、万里小路正秀男爵（万里小路正房八男）の元妻だった久子(1868 - 1947)。長男の本野盛一(1895 - 1953)も外交官（外務省情報部第二課長、子爵）。孫に元駐フランス大使の本野盛幸がいる。

## 年譜
- 1873年 - 単身フランス・パリに留学[2]
- 1876年 - 帰国し、東京外国語学校入学[2]
- 1880年 - 横浜貿易商会入社[2]
- 1881年 - フランス・リヨン大学法学部入学[2]
- 1889年 - 法学博士の学位を授与され、帰国[2]
- 1890年 - 外務省翻訳官[5]
- 1893年 - 法学博士（帝国大学）、法典調査会委員[2]。久子と結婚
- 1895年 - 長男・盛一誕生
- 1896年 - ロシア公使館一等書記官[5]
- 1898年 - ベルギー公使[5]
- 1901年 - フランス公使[5]
- 1905年 - 3月1日の奉天会戦に際し、フランス外務大臣テオフィール・デルカッセを通じて講和の打診を受ける。
- 1906年 - ロシア公使。日露戦争後の日露協約締結に尽力
- 1907年9月14日 - 男爵となり勲一等旭日大綬章受章
- 1908年5月 - ロシア大使
- 1916年
  - 7月14日 - 子爵となる。
  - 10月9日 - 外務大臣（寺内内閣）に就任
- 1917年 - ロシア革命に対しシベリア出兵を強硬に主張[6]
- 1918年
  - 4月23日 - 外務大臣を辞職 [5]
  - 9月17日 - 死去。勲一等旭日桐花大綬章追贈

## 栄典
位階
- 1891年（明治24年）12月5日 - 正七位[7]
- 1893年（明治26年）12月16日 - 従六位[8]
- 1895年（明治28年）12月10日 - 正六位[9]
- 1898年（明治31年）
  - 3月30日 - 従五位[10]
  - 12月22日 - 正五位[11]
- 1902年（明治35年）3月10日 - 従四位[12]
- 1907年（明治40年）5月31日 - 正四位[13]
- 1910年（明治43年）8月10日 - 従三位[14]
- 1915年（大正4年）8月20日 - 正三位[15]
- 1918年（大正7年）9月17日 - 従二位[16]

爵位
- 1907年（明治40年）9月14日 - 男爵[17]
- 1916年（大正5年）7月14日 - 子爵[18]

勲章等
| 受章年                     | 略綬 | 勲章名           | 備考 |
| -------------------------- | ---- | ---------------- | ---- |
| 1895年（明治28年）8月20日  |      | 勲五等双光旭日章 |      |
| 1899年（明治32年）6月20日  |      | 勲四等瑞宝章     |      |
| 1899年（明治32年）12月27日 |      | 勲三等瑞宝章     |      |
| 1902年（明治35年）12月28日 |      | 旭日中綬章       |      |
| 1906年（明治39年）4月1日   |      | 勲二等旭日重光章 |      |
| 1907年（明治40年）9月14日  |      | 勲一等旭日大綬章 |      |
| 1912年（大正元年）8月1日   |      | 韓国併合記念章   |      |
| 1918年（大正7年）9月17日   |      | 旭日桐花大綬章   |      |

外国勲章佩用允許
| 受章年                     | 国籍                             | 略綬 | 勲章名                                     | 備考 |
| -------------------------- | -------------------------------- | ---- | ------------------------------------------ | ---- |
| 1896年（明治29年）6月23日  | ドイツ帝国                       |      | 王冠第二等勲章                             |      |
| 1896年（明治29年）6月25日  | ロシア帝国                       |      | 神聖スタニスラス第二等勲章                 |      |
| 1896年（明治29年）10月26日 | スペイン王国                     |      | シャルルトロワー星章付第二等勲章           |      |
| 1898年（明治31年）2月8日   | スウェーデン＝ノルウェー連合王国 |      | 聖オーラヴ第二等乙級勲章                   |      |
| 1902年（明治35年）7月22日  | ベルギー王国                     |      | レオポール勲章グランクロワード             |      |
| 1916年（大正5年）12月11日  | ロシア帝国                       |      | 金剛石装飾神聖アレキサンドルネウスキー勲章 |      |
| 1918年（大正7年）3月16日   | 支那共和国                       |      | 一等大綬宝光嘉禾章                         |      |